# To the Moon and Back
"To The Moon & Back" foi o segundo single da banda australiana Savage Garden, lançado originalmente em 1996.

## Videoclipes
A música é, curiosamente, o single da banda a ter o maior número de clipes gravados. Foram feitos, ao total, 4 vídeos diversos para promoção em diferentes partes do mundo: 
O primeiro, em preto e branco, foi lançado exclusivamente na Austrália, em 1996;
O segundo, dirigido por Nigel Dick, foi lançado internacionalmente em 1997;
Um terceiro clipe, feito para o mercado americano e dirigido por Adolf Doring, foi gravado em Nova Iorque em 1998;
E também houve um vídeo remix, com imagens dos dois clipes internacionais.

## CD Single
Single australiano (1996)
1. "To the Moon and Back" (Radio Edit)
2. "Santa Monica"
3. "Memories are Designed to Fade"
4. "To the Moon and Back" (Album Version)

UK single CD1 (1997)
1. "To the Moon and Back" (Short Edit)
2. "To the Moon and Back" (Album Version)
3. "To the Moon and Back" (Hani's Num Club Mix)
4. "Memories Are Designed To Fade"

UK single CD2 (1997)
1. "To the Moon and Back" (Album Version) 5:42
2. "To the Moon and Back" (Hani's Num Radio Edit) 3:57
3. "To the Moon and Back" (Escape Into Hyperspace) 4:39
4. "All Around Me" 4:11

Single americano
1. "To the Moon and Back" - Long edit - 4:32
2. "Memories Are Designed to Fade" - 3:39

Single americano (remixes)
1. "To the Moon and Back" - Radio edit 4:32
2. "To the Moon and Back" - Hani's Num Radio Edit 3:57
3. "To the Moon and Back" - Hani's Num Club Mix 9:18
4. "To the Moon and Back" - Num Dub 5:15
5. "To the Moon and Back" - Escape into Hyper Space - 4:39

UK single CD1 (1998)
1. "To the Moon and Back" (Radio Edit) 3:44
2. "To the Moon and Back" (Almighty Radio Edit)
3. "Truly Madly Deeply" (Karaoke Version)

UK single CD2 (1998)
1. "To the Moon and Back" (Radio Edit) 3:44
2. "To the Moon and Back" (Almighty Fired Up Mix) 6:16
3. "To the Moon and Back" (Almighty Definitive Mix) 6:09

## Paradas
A música atingiu o topo da parada da Austrália em fevereiro de 1997, sendo lançada mundialmente no mesmo ano e atingindo o #3 no Reino Unido e o Top 30 da Billboard americana.
| Charts (1997)                          | Posição mais alta |
| -------------------------------------- | ----------------- |
| Austrália ARIA Singles Chart           | 1                 |
| Bélgica Ultratop 50 Singles Chart      | 28                |
| Holanda MegaChart Top 50 Singles Chart | 35                |
| França SNEP Singles Chart              | 11                |
| Nova Zelândia RIANZ Singles Chart      | 4                 |
| Suécia Singles Chart                   | 11                |
| Suíça Singles Chart                    | 16                |
| Reino Unido UK Singles Chart           | 3                 |
| Billboard Hot 100                      | 24                |